# 호호전
"호호전"(The Story Of Ho-Ho)는 한국에서 제작된 박호태 감독의 1988년 영화이다. 이수진 등이 주연으로 출연하였고 배선환 등이 제작에 참여하였다.

## 출연
- 이수진
- 문태선

## 기타
- 조명: 장기종